# RISE

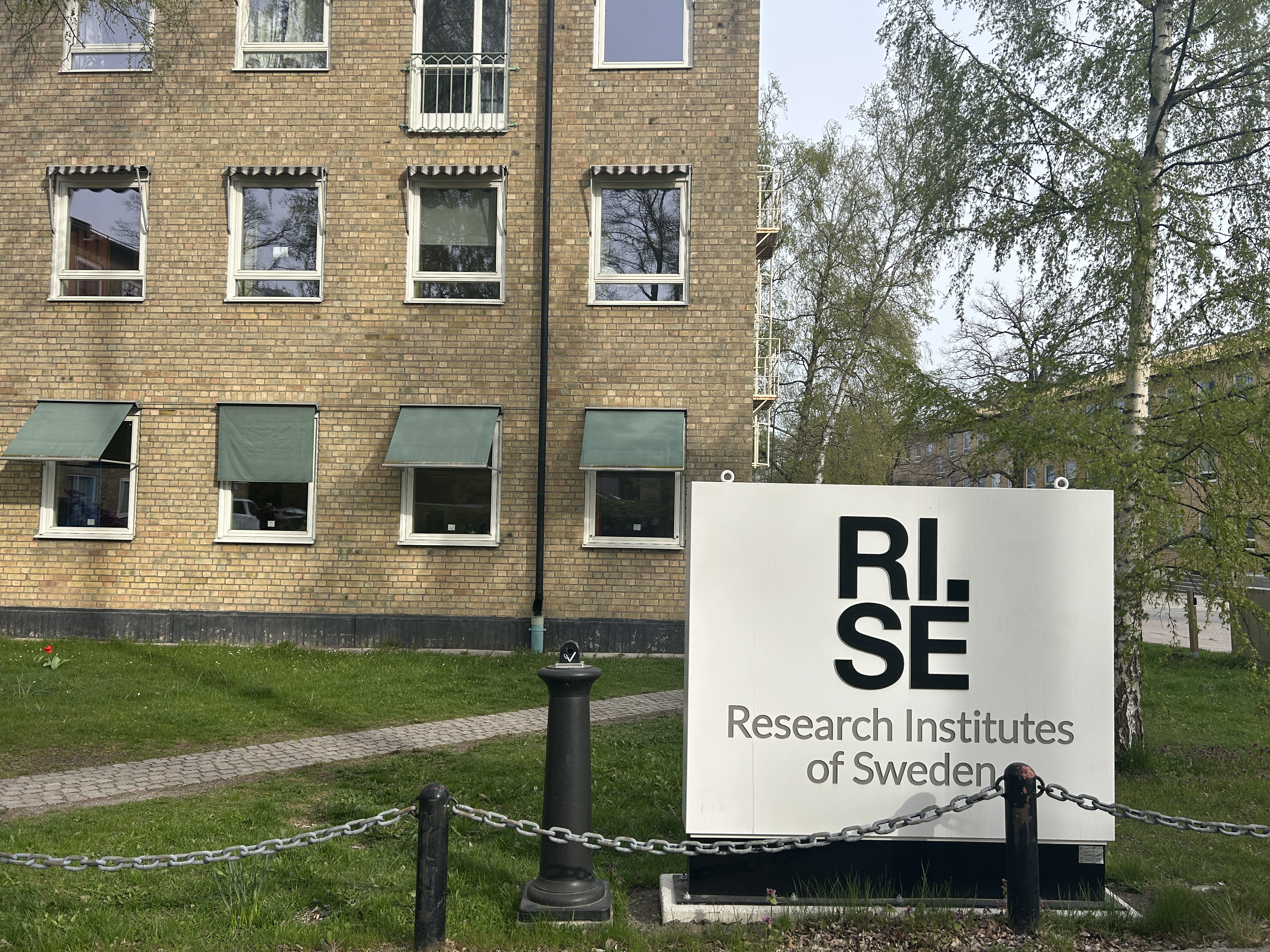
Entrada do escritório da RISE em Estocolmo, abril de 2025

RISE Research Institutes of Sweden AB (RISE) é um instituto de pesquisa estatal sueco que colabora com universidades, indústria e com o setor público.
A RISE realiza pesquisas e inovações voltadas para a indústria, além de testes e certificações. De acordo com a proposta de pesquisa do governo sueco, o objetivo geral da RISE é ser competitiva internacionalmente e trabalhar para o desenvolvimento sustentável na Suécia, fortalecendo a competitividade e a renovação da indústria.
A RISE opera em mais de 25 cidades por toda a Suécia e também tem instalações na Dinamarca, Noruega, Reino Unido, França e Bélgica. Em 2019, a RISE teve um faturamento de 3,57 bilhões de coroas suecas.
Em Janeiro de 2021, a RISE tinha aproximadamente 2.800 empregados distribuídos por seis divisões organizacionais:
- Bioeconomia e Saúde
- Ambiente Construído
- Sistemas Digitais
- Materiais e Produção
- Ciências da Vida
- Segurança e Transporte

## História
A empresa holding IRECO Holding AB foi criada em 1997 pelo Estado Sueco e pela Fundação para o Desenvolvimento do Conhecimento e da Competência (Stiftelsen för kunskaps- och kompetensutveckling), com o objetivo de administrar a participação estatal nos institutos de pesquisa industrial existentes. A primeira tarefa da empresa foi, junto aos proprietários e partes interessadas, revisar a estrutura existente e, quando justificável, transformar os institutos envolvidos de fundações em sociedades anônimas. Essa conversão para empresas foi realizada em sua maior parte até 2002.
Em 2006, Sverker Sörlin apresentou um relatório encomendado pelo governo, por meio de Leif Pagrotsky, sobre os institutos de pesquisa suecos, intitulado Um novo setor de institutos, que recebeu grande atenção e levou à fusão gradual dos quatro institutos de pesquisa estatais existentes na época, formando a RISE. No relatório, ele escreve:
A solução que parece mais vantajosa é criar um grupo empresarial totalmente de propriedade do Estado em nível de holding. Nesse grupo, deve-se reunir o máximo possível do setor estatal de institutos, desde que as atividades tenham, em sua maioria, um perfil industrial, de política industrial ou de ciência e tecnologia.
Em 2007, o governo decidiu implementar um plano de ação para concretizar a proposta de Sörlin. Como resultado, iniciou-se uma intensa consolidação dos institutos de pesquisa suecos. Ainda em 2007, a IRECO Holding AB passou a ser totalmente de propriedade do Estado e organizou suas operações em grupos de empresas: Innventia, SP Sveriges Tekniska Forskningsinstitut, Swedish ICT e Swerea.
Em 2009, a empresa-mãe mudou seu nome para RISE Research Institutes of Sweden Holding AB, recebendo simultaneamente um mandato ampliado e mais recursos. Os institutos participantes foram sendo gradualmente integrados. Em 2016, Innventia, SP e Swedish ICT se fundiram em um único instituto que recebeu o nome de RISE.
Em 2018, a RISE Research Institutes of Sweden Holding AB fundiu-se com a subsidiária RISE Research Institutes of Sweden AB e adotou o último nome: RISE Research Institutes of Sweden AB. Em outubro de 2018, dois terços do grupo Swerea passaram a ser propriedade integral da RISE.
Em 2019, a RISE adquiriu 60% das ações da MoRe Research.
Em 2021, foi adquirida a SSPA Sweden (originalmente Statens Skeppsprovningsanstalt).
Em 2022, as operações de sete subsidiárias foram transferidas para a empresa-mãe: Energy Technology Center AB, Innventia AB, KIMAB AB, IVF AB, Sicomp AB, SWECAST AB e Swerea AB. Um ano depois, a SSPA Sweden também foi incorporada à empresa-mãe.
Em 2024, a RISE adquiriu os 40% restantes das ações da MoRe Research.

## Sustentabilidade
A RISE produz relatórios de sustentabilidade para projetos e serviços, que foram produzidos para 74 projetos em 2018. Desde 2019, o RISE tem uma estratégia de sustentabilidade de seis anos que está parcialmente conectada aos Objetivos de Desenvolvimento Sustentável das Nações Unidas, bem como seu impacto na sustentabilidade por meio de atividades internas (por exemplo, viagens), bem como por meio de projetos de pesquisa e serviços.
- Consumo de eletricidade por funcionário (kWh): 11 125, 2020 (14 823, 2019)
- Viagens de negócios Emissões de CO 2 por funcionário (kg): 224, 2020 (763, 2019)
- Projetos com Declaração de Sustentabilidade: 83%, 2020 (20%, 2019)

## O Grupo RISE
O RISE é composto por cinco divisões que reúnem as operações de antigos institutos de pesquisa autônomos e suas subsidiárias .
- Innventia (papel, celulose, embalagens e biocombustíveis)
- Instituto Sueco de Pesquisa Técnica SP (SP Sveriges Tekniska Forskningsinstitut)
  - SP Process Development AB
  - RISE Energy Technology Center
  - RISE Fire Research AS
  - CBI, Instituto Sueco de Pesquisa de Cimento e Concreto
  - Glafo, Instituto de Pesquisa de Vidro
  - JTI, Instituto Sueco de Engenharia Agrícola e Ambiental
  - SIK, Instituto Sueco de Alimentos e Biotecnologia
  - SMP, Instituto Sueco de Testes de Máquinas
  - YKI, Instituto de Química de Superfícies
- RISE ICT AB (tecnologia da informação e comunicação)
  - Rise Acreo AB
  - Rise Interactive Institute AB
  - Rise SICS AB
  - Rise Viktoria AB
- Swerea (tecnologia de materiais)
  - Swerea FIV
  - Swerea KIMAB
  - Swerea SICOMP
  - Swerea SWECAST
- SSPA Sweden AB
- RISE Processum AB (60% de propriedade) [7]
- MoRe Research[8]